# Coupe intercontinentale de futsal 2007
Navigation
2006 2008
La Coupe intercontinentale de futsal 2007 est la dixième édition de la compétition, la quatrième reconnue par la FIFA. La compétition se déroule début avril 2007 à Portimão, au Portugal.
Pour la troisième année consécutive, le Boomerang Interviú, conserve son titre, toujours face au Malwee/Jaraguá.

## Format de la compétition
Du 3 au 8 avril 2007, le complexe de Portimão Arena, à Portimão (Portugal), accueille la quatrième édition de l'épreuve mondiale de club de futsal.
Les huit équipes sont réparties en deux groupes. Leurs quatre membres s'affrontent une fois chacun en tournoi toutes rondes.
Les deux poules sont ensuite croisées. Les deux premiers s'affrontent pour le titre, les deuxièmes pour la troisième place et cætera.

## Clubs participants
Outre les deux derniers finalistes Malwee/Jaraguá et Boomerang Interviú, la compétition met en lice les Brésiliens de Carlos Barbosa (vainqueur en 2004), les Portugais du Sporting et de Benfica, les Japonais de Nagoya Oceans, les Américains de World United et les Angolais de Toyota.
| Confédération | Club               | Qualification                             |
| ------------- | ------------------ | ----------------------------------------- |
| UEFA          | Boomerang Interviú | tenant du titre et champion d'Europe 2006 |
| UEFA          | Sporting Lisbonne  | invité, champion du Portugal              |
| UEFA          | Benfica            | organisateur, vice-champion du Portugal   |
| CONMEBOL      | Carlos Barbosa     | finaliste de la Copa Libertadores 2006    |
| CONMEBOL      | Malwee/Jaraguá     | vainqueur de la Copa Libertadores 2006    |
| AFC           | Nagoya Oceans      | champion du Japon                         |
| CONCACAF      | World United FC    | champion des États-Unis                   |
| CAF           | Toyota Luanda      | invité                                    |

## Phase finale

### Tableau
|  | Demi-finales 7 avril 2007 | Demi-finales 7 avril 2007 |                    |   | Finales 8 avril 2007 | Finales 8 avril 2007 |
|  | Demi-finales 7 avril 2007 | Demi-finales 7 avril 2007 |                    |   | Finales 8 avril 2007 | Finales 8 avril 2007 |
|  |                           |                           |                    |   |                      |                      |
|  | 16h                       | 16h                       |                    |   | 18h                  | 18h                  |
|  | 16h                       | 16h                       |                    |   | 18h                  | 18h                  |
|  | Boomerang Interviú        | 3                         |                    |   | 18h                  | 18h                  |
|  | Boomerang Interviú        | 3                         |                    |   | 18h                  | 18h                  |
|  | Sporting Lisboa           | 1                         |                    |   | 18h                  | 18h                  |
|  | Sporting Lisboa           | 1                         | Boomerang Interviú | 3 |                      |                      |
|  | 18h                       |                           | Boomerang Interviú | 3 |                      |                      |
|  |                           | Malwee/Jaraguá            | 1                  |   |                      |                      |
|  | Benfica                   | Malwee/Jaraguá            | 1                  | 2 |                      |                      |
|  | Benfica                   |                           |                    | 2 |                      |                      |
|  | Malwee/Jaraguá            | 6                         |                    |   |                      |                      |
|  | Malwee/Jaraguá            | 6                         | Troisième place    |   |                      |                      |
|  |                           |                           |                    |   |                      |                      |
|  | 16h                       |                           |                    |   |                      |                      |
|  |                           |                           |                    |   |                      |                      |
|  | Sporting Lisboa           | 4                         |                    |   |                      |                      |
|  | Sporting Lisboa           | 4                         |                    |   |                      |                      |
|  | Benfica                   | 2                         |                    |   |                      |                      |
|  | Benfica                   | 2                         |                    |   |                      |                      |

Après avoir perdu de justesse la demi-finale contre Boomerang (1:3), le Sporting monte sur la troisième marche du podium après sa victoire sur son grand rival, Benfica. Mené à deux reprises (0:1 et 1:2), le Sporting réussit à faire trembler les filets à trois reprises en sept minutes en fin de première période (de la 31e à la 37e minute), pour finalement l'emporter 4:2.

### Finale
En finale, après l'ouverture du score de Malwee/Jaraguá , par l'intermédiaire de Xande (22ème), Boomerang Interviú change le cours du match, grâce à des buts de Marquinho (23ème), Neto (26ème) et Schumacher (28ème). Pour la troisième année consécutive, la formation sud-américaine s'incline en finale de la Coupe intercontinentale face à Boomerang Interviú.
Les triples champions comptent dans leurs rangs les meilleurs joueur et gardien de la compétition, respectivement Schumacher et Luis Amado.
| Titulaires : |            |  |
|              |            |  |
|              | Luis Amado |  |
|              | Marquinho  |  |
|              | Neto       |  |
|              | Schumacher |  |
|              |            |  |
|              |            |  |

| Titulaires :      |        |  |
|                   |        |  |
|                   | Falcao |  |
|                   | Xande  |  |
|                   |        |  |
|                   |        |  |
| Entraîneur :      |        |  |
| Fernando Ferretti |        |  |

| Titulaires : |            |  |
|              |            |  |
|              | Luis Amado |  |
|              | Marquinho  |  |
|              | Neto       |  |
|              | Schumacher |  |
|              |            |  |
|              |            |  |

| Titulaires :      |        |  |
|                   |        |  |
|                   | Falcao |  |
|                   | Xande  |  |
|                   |        |  |
|                   |        |  |
| Entraîneur :      |        |  |
| Fernando Ferretti |        |  |

### Matchs de classement
| Date         | Place jouée | Équipe 1       | Score | Équipe 2        |
| ------------ | ----------- | -------------- | ----- | --------------- |
| 8 avril 2007 | 5e place    | Carlos Barbosa | 9-4   | World United FC |
| 8 avril 2007 | 7e place    | Nagoya Oceans  | 6-2   | Toyota Luanda   |